# Labyrinthe de miroirs de Petřín
Le Labyrinthe de miroirs de Petřín ou Palais des Glaces de Petřín est une attraction populaire pour les enfants et les touristes située sur la colline de Petřín à Prague, à proximité de l'observatoire de Petřín.

## Pavillon des touristes tchèques

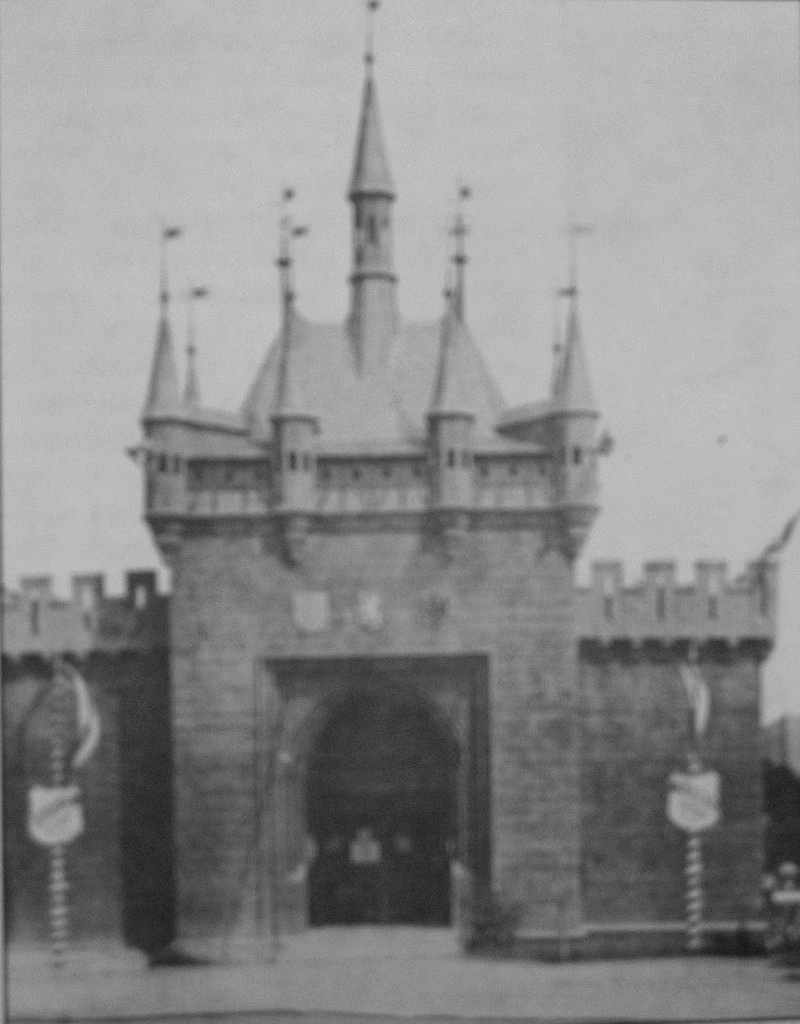
Pavillon à l'Exposition du Jubilé

Le labyrinthe fait partie du pavillon en bois utilisé par le Club des touristes tchèques pour se présenter à l'Exposition du Jubilé de 1891. Il s'agit d'une imitation de la porte gothique Špička de Vyšehrad. Le concepteur du centre d'exposition de l'Exposition nationale du Jubilé et de l'emplacement du pavillon dans la zone était l'éminent architecte de la néo-Renaissance tchèque Antonín Wiehl.
Le toit du pavillon est orné de neuf girouettes. En souvenir de chaque artisan, leurs prénoms sont gravés sur les drapeaux placés sur les girouettes.
Après l'exposition, le pavillon a été démonté et reconstruit en 1892 près du belvédère de Petřín, qui, avec le funiculaire, a également été construit à l'initiative du Club des touristes tchèques à l'occasion de l'exposition jubilaire.

## Labyrinthe de miroirs et diorama

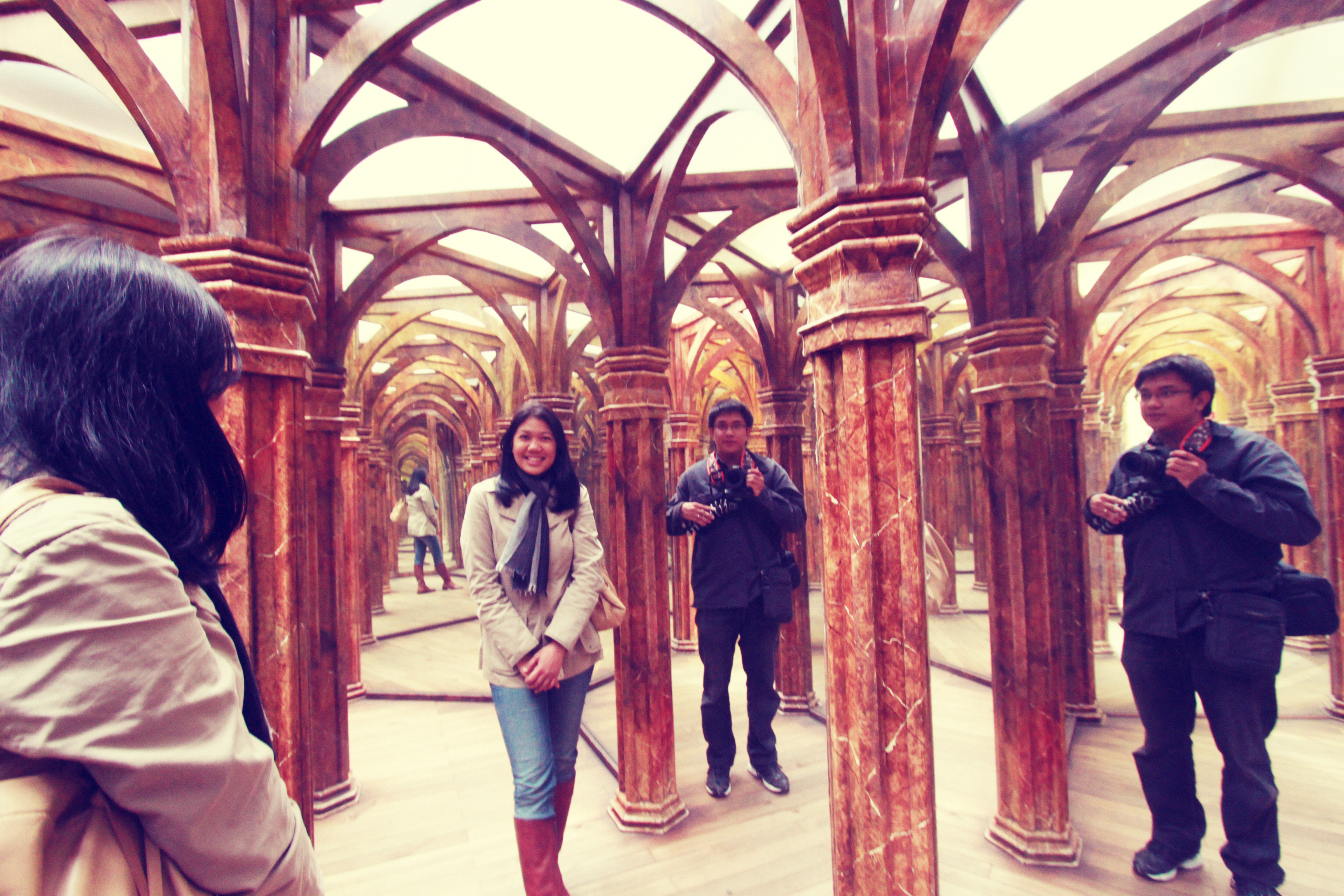
Labyrinthe de miroirs

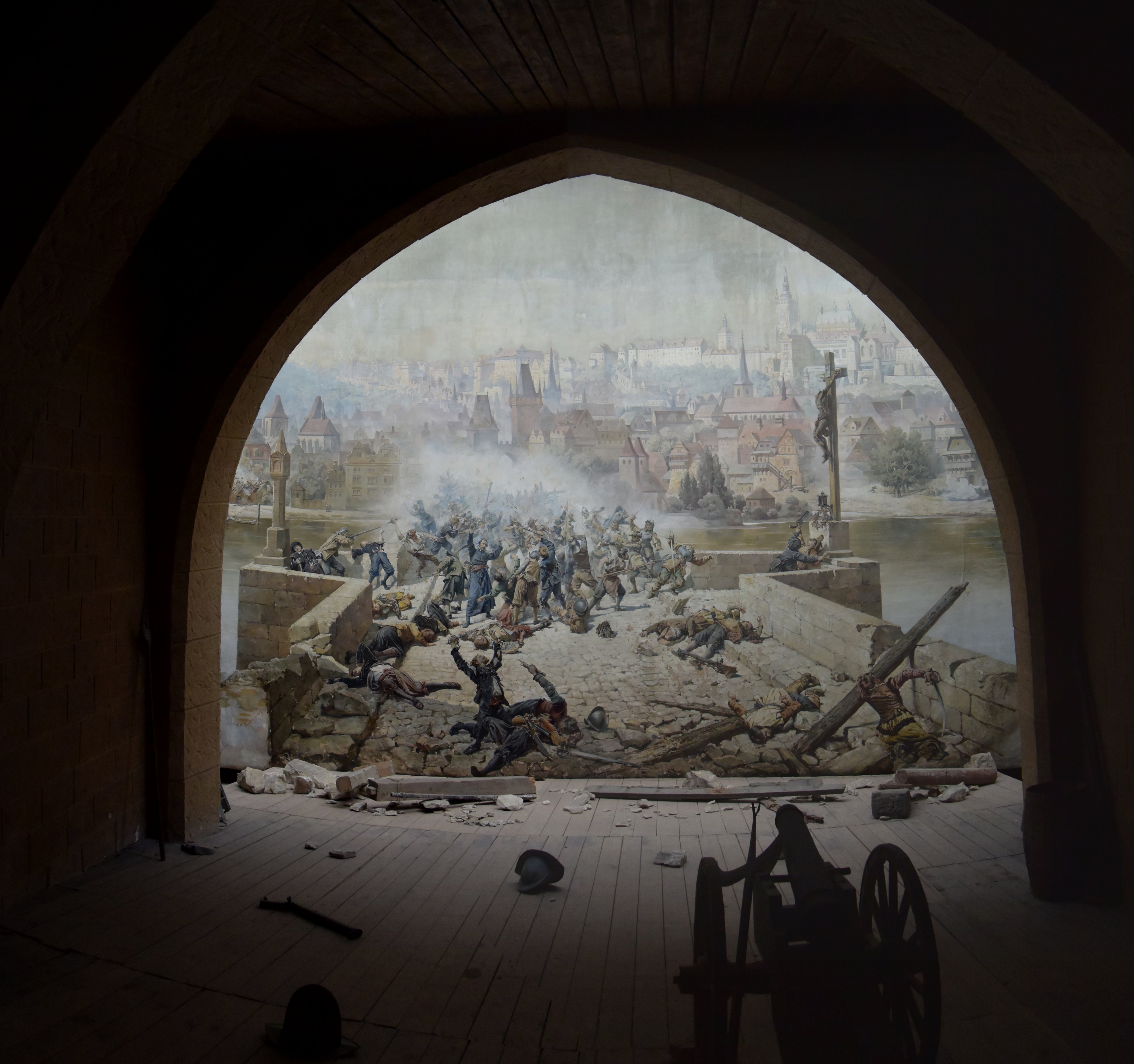
Diorama dans le labyrinthe de Petrin

Lors de l'Exposition nationale du Jubilé, un panorama circulaire doté de vingt fenêtres a été installé pour permettre de visualiser des diapositives stéréoscopiques de peintures de Bohême. Après le déplacement du pavillon, 35 grands miroirs ont été installés devant le labyrinthe en 1983. Les murs des couloirs, enrichis de ces grands miroirs, émerveillent le visiteur ayant une vision multiple de lui-même. Le labyrinthe de miroirs du Prater de Vienne avait inspiré le couloir des miroirs. Si le visiteur ne se perd pas dans le réseau de couloirs et le nombre de miroirs, il se retrouvera dans la partie centrale du pavillon.
Le grand tableau du diorama représente la défense de la tour du pont de la vieille ville sur le pont Charles par le jésuite Plachy en 1648 lors de la conquête suédoise de Prague. La toile mesurant 80 mètres carrés a été produite par une usine de tissage à Düsseldorf, et après avoir accroché cette toile sur un cadre en bois semi-circulaire, les peintres ont peint le tableau en seulement 50 jours.
Une autre modification de l'équipement intérieur fut apportée en 1911, lorsque quatorze miroirs déformants ont été installés dans la troisième pièce.
En 1975, l'Office de Restauration du Bâtiment de Prague et le Centre des Arts et Métiers ont procédé à une reconstruction générale du bâtiment.
Depuis 2021, l'Office de tourisme de Prague est responsable de l'exploitation du labyrinthe de miroirs.

### Articles liés
- Petřín
- Tour de Petřín